# جون أ. وارتون
جون أ. وارتون (بالإنجليزية: John A. Wharton)‏ هو ضابط أمريكي، ولد في 23 يوليو 1828 في ناشفيل في الولايات المتحدة، وتوفي في 6 أبريل 1865 في هيوستن في الولايات المتحدة.